# Michaeloplia marmorata
Michaeloplia marmorata är en skalbaggsart som beskrevs av Marc Lacroix 1997. Michaeloplia marmorata ingår i släktet Michaeloplia och familjen Melolonthidae. Inga underarter finns listade i Catalogue of Life.